# 波格里布齊
49°38′59″N 25°7′56″E / 49.64972°N 25.13222°E
波格里布齊（烏克蘭語：Погрібці），是烏克蘭的村落，位於該國西部捷爾諾波爾州，由捷尔诺波尔区負責管轄，處於斯特里帕河畔，始建於1501年，面積3.71平方公里，2001年人口324。